# كلمة زائفة
الكلمة الزائفة، أو غير الكلمة هي وحدة الكلام أو النص الذي يبدو أنه كلمة فعلية في لغة معينة، بينما في الواقع ليس لها معنى في المعجم. إنه نوع من اللفظ غير المعجمي. تتكون هذه الكلمة من مجموعة من الأصوات التي تتوافق مع قواعد الصوت للغة.
يمكن أن تكون مثل هذه الكلمات التي ليس لها معنى في لغة معينة أو عدم ورودها في أي مجموعة نصية أو قاموس نتيجة (تفسير) إشارة عشوائية حقًا، وعادة ما يكون هناك مصدر حتمي أساسي كما هو الحال بالنسبة لـ:
- كلمات لا معنى لها
- كلمات اللفظ
- كلمات خفيه
- سيفرز
- الاخطاء المطبعية

عندما يتم دمج الكلمات غير المنطقية معًا، قد تظهر رطانة. سلطة الكلمات، على النقيض من ذلك، قد تحتوي على كلمات واضحة ومفهومة ولكن بدون ارتباط أو ترابط دلالي أو نحوي.

## الخصائص
في اللغويات، يتم تعريف الكلمة الزائفة على وجه التحديد على أنها تحترم القيود الصوتية للغة. أي أنه لا يشمل الأصوات أو سلسلة الأصوات غير الموجودة في تلك اللغة: يمكن نطقها بسهولة لمتحدثي اللغة. عند قراءة الكلمات الكاذبة، يشير البعض إلى الحاجة إلى التفكير في الكلمات الحقيقية «الودية» و «غير الودية». على سبيل المثال، يمكن قراءة كلمة «باف» بسهولة نظرًا لعدد كلماتها الودية مثل الكهف والمهد والموجة. أيضًا، عند تدوينها، لا تتضمن الكلمة الزائفة سلاسل من الأحرف غير مسموح بها في تهجئة اللغة الهدف. «فونك» كلمة مستعارة باللغة الإنجليزية، بينما «دفنكسد» ليست كذلك. هذا الأخير هو مثال على ليست كلمه. تتناقض ليست كلمات مع الكلمات الكاذبة من حيث أنها غير قابلة للنطق وبهذا لا يمكن أن يكون تهجئتها تهجئة لكلمة حقيقية.
يتم إنشاء الكلمات الزائفة بإحدى طريقتين. تتضمن الطريقة الأولى تغيير حرف واحد على الأقل في الكلمة. الطريقة الثانية تستخدم العديد من الأشكال الكبيرة والتريغرامات والجمع بينها. كلتا الطريقتين تقيم معايير معينة لمقارنة الكلمة الزائفة بكلمة حقيقية أخرى. كلما تطابقت كلمة مستعارة مع كلمة ما من حيث المعايير، كانت الكلمة أقوى.
تسمى الكلمات الكاذبة أحيانًا كلمات ووج في سياق التجارب اللغوية النفسية. هذا لأن أحد هذه الكلمات الزائفة التي استخدمتها جان بيركو جليسون في تجاربها في اختبار ووج لعام 1958. تم تقديم كلمات مثل ووج، والتي كان من الممكن أن تكون كلمة مقبولة تمامًا في اللغة الإنجليزية ولكنها ليست بسبب فجوة عرضية، للأطفال. سيحث المجرب الأطفال بعد ذلك على إنشاء صيغة الجمع لـ ووج، والتي كانت تقريبًا دائمًا ووجس. تم تصميم التجارب لمعرفة ما إذا كان الأطفال سيطبقون مورفوفونيميك اللغة الإنجليزية على كلمات جديدة. وكشفوا أنه حتى في سن مبكرة جدًا، استوعب الأطفال بالفعل العديد من السمات المعقدة للغتهم
اللوغاتوم هو كلمة زائفة قصيرة أو مجرد مقطع لفظي يستخدم في التجارب الصوتية لفحص التعرف على الكلام.

## دراسات لغوية
أدت التجارب التي تنطوي على أسماء مستعارة إلى اكتشاف تأثير الكلمة المستعارة، وهي ظاهرة تؤدي فيها غير الكلمات المتشابهة إملائيًا مع الكلمات الحقيقية إلى مزيد من الارتباك، أو «ضربات وإنذارات كاذبة»، أكثر من الكلمات الحقيقية الأخرى المشابهة أيضًا في قواعد الإملاء. المنطق وراء ذلك يركز على المعنى الدلالي. تساعدنا الدلالات على التمييز بسرعة أكبر بين الكلمات التي تبدو متشابهة، مما يؤدي إلى استنتاج مفاده أن تأثير الكلمة الزائفة ناتج عن عملية قائمة على الألفة.
غالبًا ما تُستخدم الحبال الكاذبة أيضًا في الدراسات التي تنطوي على فقدان القدرة على الكلام وعجز معرفي آخر. وقد ارتبطت حبسة بروكا على وجه الخصوص بصعوبات في معالجة الحبال الكاذبة. في دراسات الحبسة الكلامية، غالبًا ما تستخدم لقياس تردد المقطع من خلال محاولة المرضى نطقها. أيضًا، يميل المرضى الذين يعانون من تلف النصف المخي الأيسر (إل اتش دي) إلى صعوبة أكبر في كتابة الكلمات الكاذبة من أولئك الذين يعانون من تلف النصف المخي الأيمن. يُعرف هذا العجز المحدد باسم التأثير المعجمي. يحدث في وجود تلف بيريسيلفيان، وليس خارج، في نصف الكرة الأيسر.

## الكلمات الزائفة والقدرة على القراءة
في اختبار قدرة القراء المبتدئين، يتم استخدام الكلمات الزائفة نظرًا لخصائصها باعتبارها غير كلمات قابلة للنطق. يواجه الأشخاص الذين يعانون من صعوبات في القراءة صعوبة أكبر في نطق الكلمات الكاذبة. نظرًا لأن الكلمات الكاذبة مصنوعة باستخدام المقاطع الشائعة، فقد يكون من الواضح أن مشكلة نطقها ستكون مرتبطة بصعوبة نطق الكلمات الحقيقية. من هذه النتائج، تعتبر طلاقة الكلمات غير المنطقية الآن مؤشرًا أساسيًا لمحو الأمية المبكرة.
يُظهر اختبار موحد للقراء المبتدئين، المؤشرات الديناميكية لمهارات القراءة والكتابة المبكرة الأساسية (ديبلز)، أن الدرجات العالية في نطق الكلمات الزائفة مرتبطة بالدرجات العالية في قراءة الكلمات الأصلية. نتيجة لهذه النتائج، غالبًا ما تستخدم الكلمات الكاذبة لتدريب القراء الأوائل لتقوية معرفتهم الصرفية.
هناك أدلة تشير إلى أن الدرجات الأعلى في هذه الاختبارات، مثل اختبار الكلمات الزائفة للكفاءة في القراءة، ترتبط ارتباطًا وثيقًا بالاختبارات المعيارية الأخرى الأكثر عمومية، مثل اختبار الإنجاز المدرسي واختباراته الفرعية. يرتبط النطق والتهجئة الكاذبة بالفهم العام للقراءة، والأهم من ذلك، الإنجاز العام القائم على التعليم.

## كلام فارغ (لا معنى له)
المقطع اللوغاتومي أو اللامعقول هو كلمة زائفة قصيرة تتكون في معظم الأوقات من مقطع لفظي واحد ليس له معنى خاص به. أمثلة على الشعارات الإنجليزية هي الكلمات غير المنطقية سنارب أوبلوك مثل الكلمات الزائفة الأخرى، تخضع اللوغاتومات لجميع قواعد الصوت للغة معينة.
تستخدم اللوغاتومات بشكل خاص في التجارب الصوتية. يتم استخدامها أيضًا في التجارب في علم نفس التعلم كطريقة لفحص التعرف على الكلام. وفي علم النفس التجريبي، وخاصة علم نفس التعلم والذاكرة.
تم تقديم المقاطع غير المنطقية لأول مرة بواسطة هيرمان إبنغهاوس في تجاربه حول تعلم القوائم. كان نيته أن يشكلوا حافزًا قياسيًا بحيث تكون التجارب قابلة للتكرار. ومع ذلك، مع زيادة الاستخدام، أصبح من الواضح أنه تم تعلم المقاطع الهراء المختلفة بمعدلات مختلفة جدًا، حتى عندما يكون لها نفس البنية السطحية. قدم جليز مفهوم قيمه الارتباط لوصف هذه الاختلافات، والتي تبين أنها موثوقة بين الأشخاص والمواقف. عادة ما تتحكم التجارب التي تستخدم المقاطع غير المنطقية في قيمة الارتباط من أجل تقليل التباين في النتائج بين المحفزات.
يمكن أن تختلف المقاطع الهراء في التركيب. الأكثر استخدامًا هي ما يسمى بمقاطع سي في سي، والتي تتكون من حرف ساكن وحرف متحرك وحرف ساكن. تتمتع هذه بميزة أن جميعها تقريبًا قابلة للنطق، أي أنها تناسب الصوتيات لأي لغة تستخدم مقاطع لفظيه مغلقه، مثل الإنجليزية والألمانيه. غالبًا ما يتم وصفها بأنها ذات اشكال ثلاثية الأبعاد سي في سي، مما يعكس هيكلها المكون من ثلاثة أحرف. من الواضح أن العديد من الهياكل الأخرى ممكنة، ويمكن وصفها وفقًا لنفس المبادئ، على سبيل المثال سي في سي في، في سي في، في سي لكن تم دراسة أشكال ذات ثلاث خطوط متوازية سي في سي بشكل مكثف؛ على سبيل المثال، حدد قلاس قيم الارتباط لعام 2019 منها.
يستخدم مصطلح مقطع لفظي لا معنى له على نطاق واسع لوصف المفردات غير المعجمية المستخدمة في الموسيقى، وعلى الأخص في غناء الخراء ولكن أيضًا في العديد من أشكال الموسيقى الصوتية الأخرى. على الرغم من أن مثل هذه الاستخدامات لا تستدعي المشكلات الفنية المتعلقة بالبنية والربطية التي تثير القلق في علم النفس، إلا أن المعنى الأساسي للمصطلح هو نفسه.